# Lithótopos
Lithótopos (Lithotopos) är en ort i Grekland.   Den ligger i prefekturen Nomós Serrón och regionen Mellersta Makedonien, i den norra delen av landet, 400 km norr om huvudstaden Aten. Lithótopos ligger 45 meter över havet och antalet invånare är 692. Den ligger vid sjön Límni Kerkíni.
Terrängen runt Lithótopos är kuperad åt sydväst, men åt nordost är den platt. Runt Lithótopos är det ganska glesbefolkat, med 27 invånare per kvadratkilometer. Närmaste större samhälle är Irákleia, 7,3 km nordost om Lithótopos. I omgivningarna runt Lithótopos växer i huvudsak blandskog.